# Coronel Bogado (Paraguay)

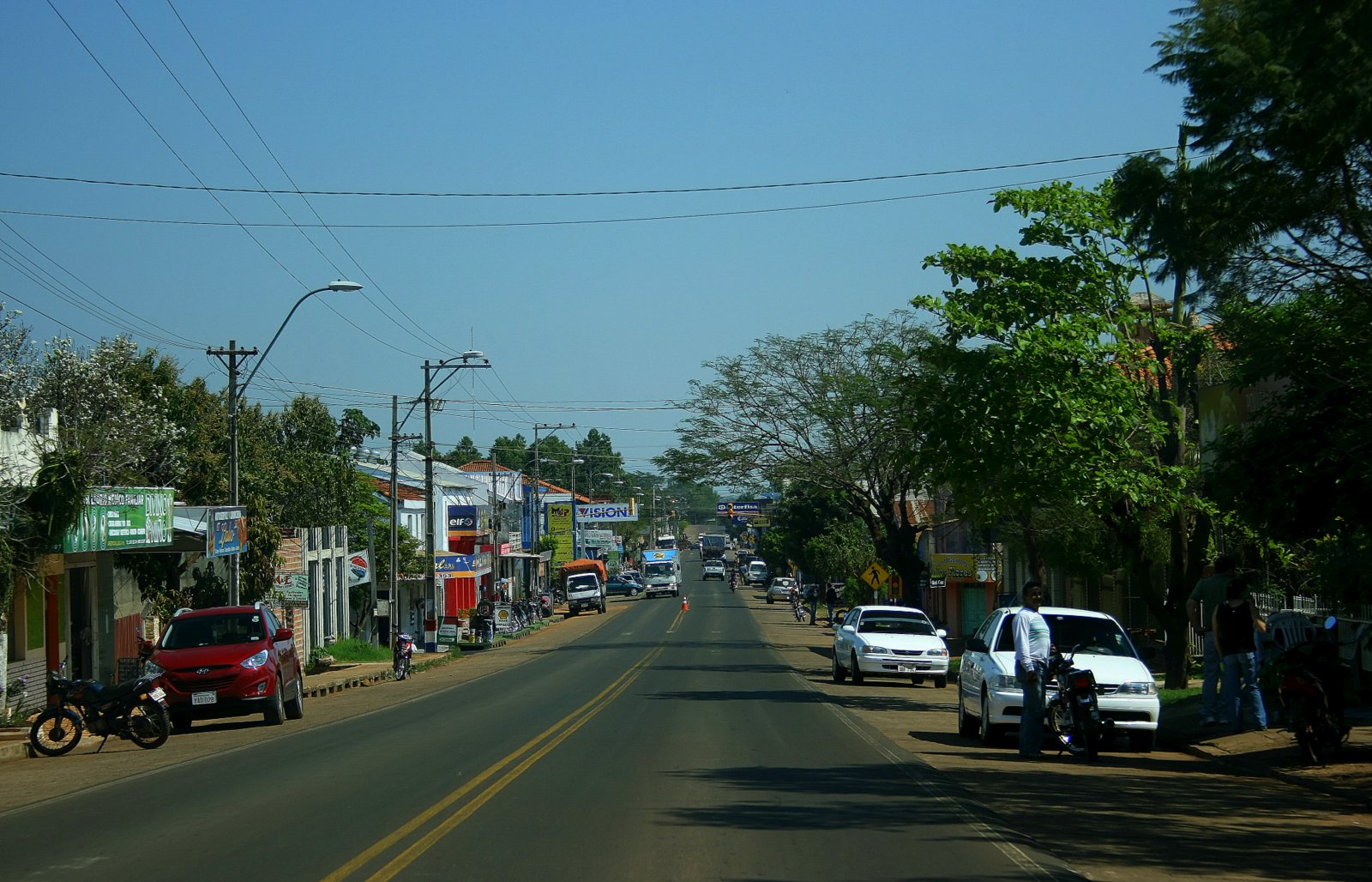
Ruta 1 in Coronel Bogado

Coronel Bogado ist eine Stadt und Distrikt im Departamento Itapúa im Süden von Paraguay, 49 km westlich von Encarnación gelegen. Sie hat etwa 21.000 Einwohner und ist nach einem paraguayischen Held der südamerikanischen Unabhängigkeitskriege benannt. Der Distrikt wurde am 2. Mai 1913 gegründet. Nach dem Ersten Weltkrieg siedelten sich in der Region zahlreiche Tschechen und Slowaken an.
Der Haupterwerbszweig ist die Landwirtschaft, in der Baumwolle, Weizen, Maniok, der Mate-Strauch, Erdnüsse, Bohnen, Soja, Mais, Reis und Wassermelonen angebaut werden. Daneben gibt es im Distrikt verschiedene Unternehmen der Lebensmittelindustrie, darunter der größte Hersteller der traditionellen paraguayischen Backware Chipa.
Durch die Stadt führt von Asunción kommend die Ruta 1 nach Encarnación an der Grenze zu Argentinien. Östlich der Stadt zweigt die Ruta 8 ab, die 588 Kilometer nach Norden bis an die Grenze zu Brasilien bei Bella Vista Norte führt.